# Катарина, или Дочь разбойника
«Катари́на, или Дочь разбо́йника» (фр. Catarina, ou La Fille du bandit) — балет в трёх актах, четырёх картинах итальянского композитора Цезаря Пуни на сюжет, заимствованный из биографии художника Сальватора Розы, поставленный Жюлем Перро. Премьера состоялась 3 марта 1846 года в Театре Его Величества в Лондоне. Художник — Шарль Маршал.
Главные роли на премьере исполнили сам Перро (Дьяволино) и Люсиль Гран (Катарина).
Через год, 8 января 1847-го, Жюль Перро представил в миланском театре «Ла Скала» переработанную версию с Фанни Эльслер. 4 (16) февраля 1849 года состоялась премьера в Большом театре Санкт-Петербурга с Эльслер. 1 ноября 1870 года Мариус Петипа возобновил оригинальную версию Перро в Мариинском театре с Адель Гранцовой в роли Катарины (художник — Андрей Роллер, декорации — Генрих Вагнер, костюмы — Иван Панов).
10 ноября 2021 года состоялась премьера восстановленного балета в Красноярском театре оперы и балета. В 2023 году спектакль получил десять номинаций премии «Золотая маска» и выиграл в трёх из них. 21 ноября 2024 года состоялась премьера киноверсии балета в рамках проекта «Театр в кино».

## Сюжет
Художника Сальватора Розу, захваченного разбойниками, освобождает предводительница их отряда Катарина. Художник восхищён ею и предлагает Катарине последовать за ним; она отказывается. После разгрома отряда Катарина и влюблённый в неё разбойник Дьяволино находят убежище в мастерской Сальватора, но и там их выслеживают и отводят в тюрьму. Дьяволино помогает Катарине бежать при условии, что она больше не увидит Сальватора. На карнавале Дьяволино нападает на художника; защищая его, Катарина погибает.